# 查克瑪人
查克瑪人是東南亞的一個民族，為朱瑪人的一支，分布於印度東北部、孟加拉國吉大港山區與緬甸西部等地區，人口約100萬，分46個氏族（Gozas），主要分布於吉大港山區，米佐拉姆邦、阿魯納恰爾邦、特里普拉邦和缅甸若開邦。與克拉底人關係密切。信仰上座部佛教，其首領為查克瑪王公。
查克瑪人的語言查克瑪語受到吉大港語影響，屬於印度-雅利安語支，與阿薩姆語接近。